# William Plumer (1686-1767)
William Plumer ( vers 1686-1767) est un avocat britannique et homme politique whig qui siège à la Chambre des communes par intermittence entre 1721 et 1761.

## Biographie
Plumer est le deuxième fils survivant de John Plumer, un riche marchand londonien de Blakesware (Hertfordshire), et de son épouse Mary Hale, fille de William Hale de King's Walden. Il est le frère de Richard et Walter Plumer. Il fait ses études à Bishop's Stortford et est admis à Peterhouse, le 9 mai 1702. En 1702, il est admis au Gray's Inn[Quoi ?] et au barreau en 1708. Il hérite de certaines propriétés de son père en 1719[réf. nécessaire].
Plumer est élu député de Yarmouth lors d'une élection partielle le 10 février 1721, sous le patronage du Trésor[pas clair] pour remplacer Théodore Janssen, qui a été expulsé à la suite du scandale de la Compagnie de la mer du Sud et ne se représente pas en 1722.
Plumer est absent du Parlement pendant plus de dix ans, mais est politiquement actif pour soutenir Charles Caesar lors des élections dans le Hertfordshire. Il est devenu conseiller de Gray's Inn en 1728 et épouse Elizabeth Byde, fille de Thomas Byde de Ware Park (Hertfordshire) le 9 octobre 1731.
En 1734, Plumer est sélectionné comme candidat pour le Hertfordshire lors d'une réunion des électeurs du comté et est élu député, battant César[Qui ?]. Il n'y a aucune trace des votes de Plumer, bien qu'il ait été décrit comme soutenant l'administration[pas clair]. Il ne s'est pas présenté aux élections générales de 1741.
Plumer hérite de certains des domaines de son frère Walter en 1746[pertinence contestée]. Il est réélu en tant que député du Hertfordshire lors d'une élection partielle le 1er mai 1755, mais ne s'est pas présenté de nouveau aux élections générales de 1761.
Plumer est décédé le 12 décembre 1767 et est enterré à Eastwick  Lui et sa femme ont eu deux fils et quatre filles. Son fils William Plumer (1736-1822) qui est également député, lui succède.